# Calclacita
La calclacita és un mineral de la classe dels compostos orgànics. El seu nom fa referència als elements de la seva fórmula: CALci, CLor i ACetat.

## Característiques
La calclacita és una substància orgànica de fórmula química Ca(CH₃COO)Cl(H₂O)₄·H₂O. Cristal·litza en el sistema monoclínic en eflorescències d'aspecte de cabells sedosos de fins a 4 cm de llarg. És de color blanc i la seva duresa a l'escala de Mohs és d'1,5.
Segons la classificació de Nickel-Strunz, la calclacita pertany a «10.AA - Sals d'àcids orgànics: formats, acetats, etc» juntament amb els següents minerals: formicaïta, acetamida, dashkovaïta, paceïta i hoganita.

## Formació
La calclacita es forma en mostres de roques i fòssils calcaris i en fragments de ceràmica a través de la acció de l'àcid acètic en les restes de roure.